# Matipu
Die Matipu sind ein indigener Stamm, der in der zentralbrasilianischen Region des Oberlaufs des Rio Xingu (Alto Xingu) im brasilianischen Teil des Amazonasbeckens lebt.
Er gehört zu den Ethnien der sogenannten Xingu-Indianer und bewohnt den Parque Indígena do Xingu im Bundesstaat Mato Grosso. Die Sprache der Matipu (Matipú) gehört zu den Karibischen Sprachen.